# 農業旅遊

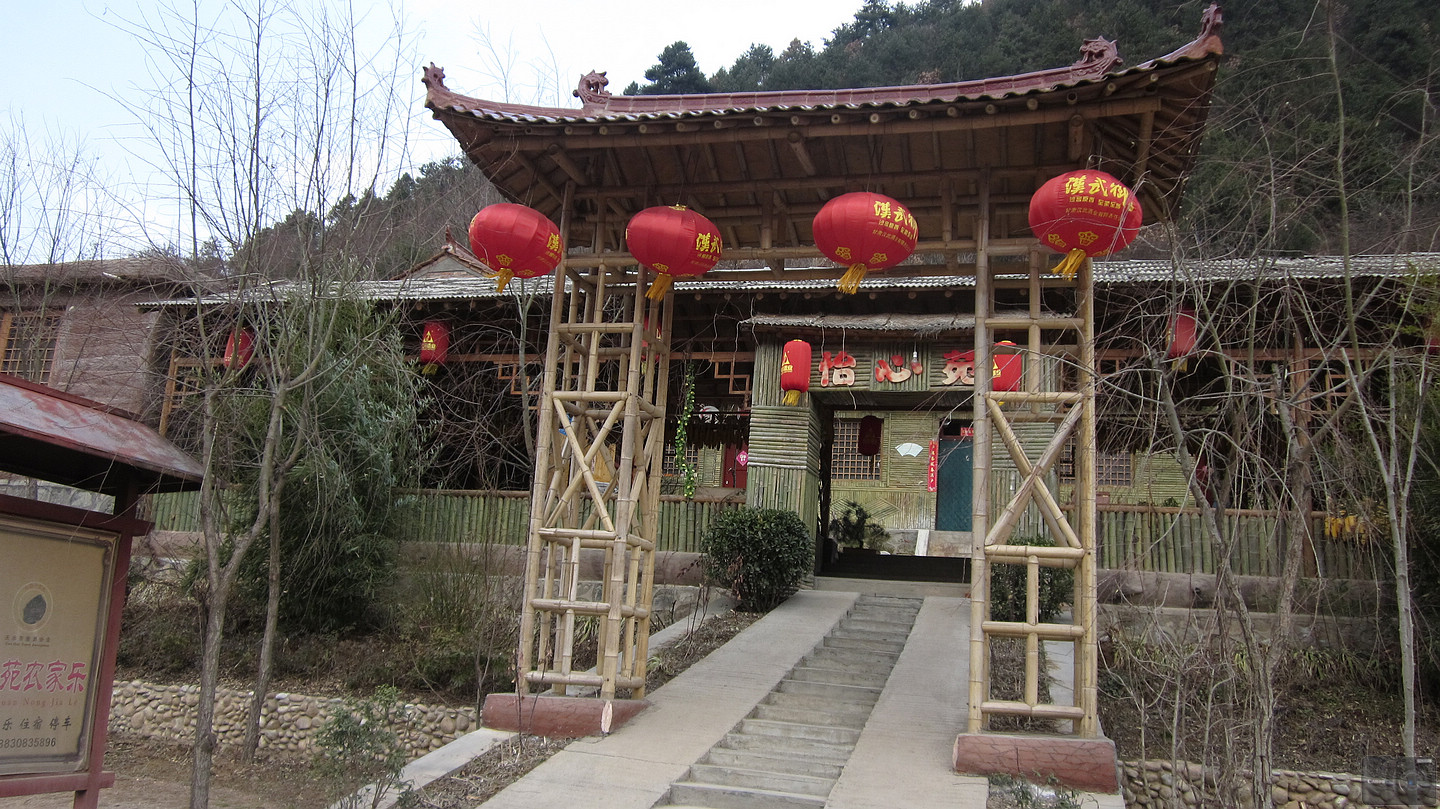
甘肅天水的一戶农家乐

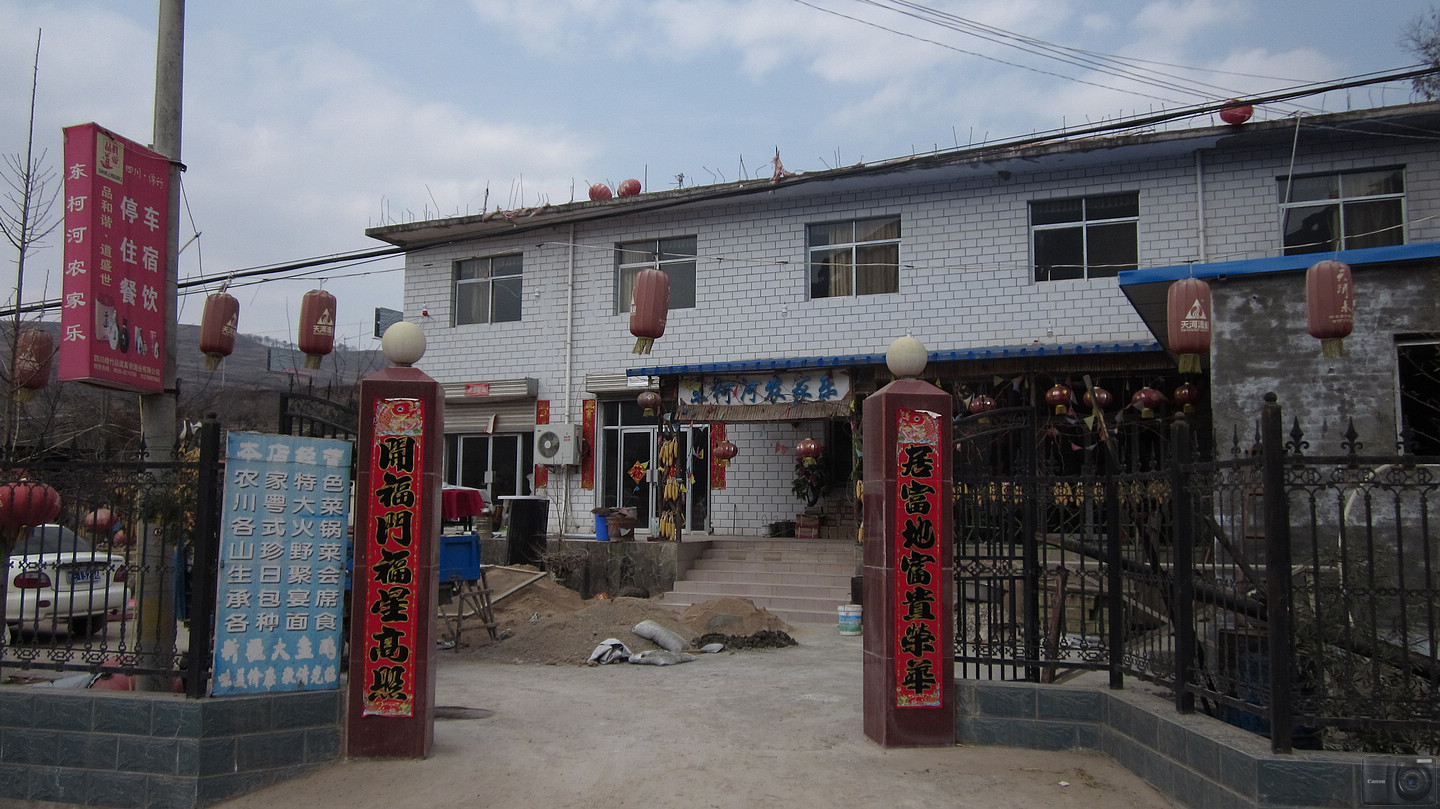
提供民宿、餐飲、停車看管的農家樂

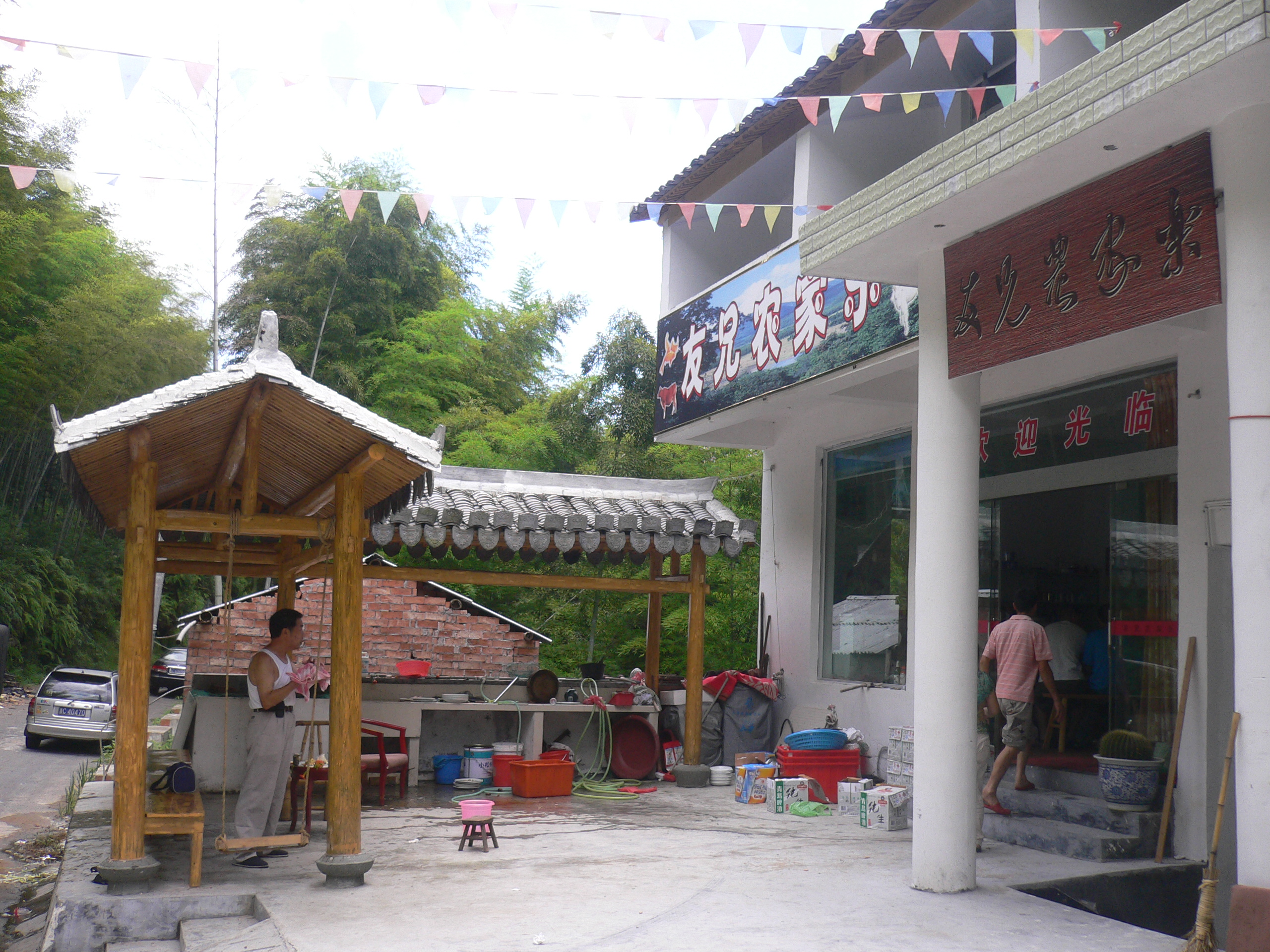
裝潢過的农家乐

农家乐为中国大陆地区自1990年代以来，广泛分布于城市近郊以农业和乡村消费为特点的旅游、娱乐、休闲度假的场所总称，也是对近郊休闲度假方式的总称。农家乐在产业方面属于休闲农业、观光农业范畴，多被冠以乡村旅游之名，具有典型的中国乡村文化特色，其服务包括四季瓜果蔬菜采摘、登山踏青、山野垂钓、体验农活、品尝农家饭等。
后来又发展出牧家乐、渔家乐、林家乐，其地点不再局限于城市近郊，亦出现在偏远地区。

## 行业特点
农家乐经营者多位于临近城市的乡村地区，以私营为主，分为两大模式即以农户家庭为单位、或以公司企业为单位的经营；前者主要出现于农家乐发展阶段，后者主要出现于1990年代中期以后，随着之前家庭经营者的资本积累和社会资金雄厚者的介入，规范扩大，服务领域全面拓宽。至2000年以后，大型的“农家乐”服务单位的服务涵盖宾馆和会议接待等服务。

## 发展历史
中国大陆农家乐的特点应属于城市近郊休闲农业的范畴。1990年前后，在政府主导下，新闻媒体大量推介美国、西欧等地的观光农业和城市近郊农业休闲；与此同时各地政府引荐城市居民走入乡村、走入农户、亲近大自然，吃农家菜、做农家事；起初出現于中心城市郊縣地區，部分具备接待条件的农户开始接待城市居民的休闲服务，之后漸漸發展至小城市、集鎮近郊。

### 初始阶段的农家乐
农家乐发展的初期，消费者以吃农家菜和棋、牌休闲为主，多由近郊农户家庭直接提供服务；以蔬菜种植为主的农户家庭，提供时鲜蔬菜水果的现场采收销售；以渔业养殖为主的家庭，向消费者提供垂钓休息服务。与此同时，众多以种植、园艺、渔业养殖为主的农业组织和企业开始提供农家乐服务工作，有经济实力的单位提供住宿服务。初期的农家乐形式仍旧以农户家庭提供服务为主。
早期的农家乐经营户由于以农户家庭为主，仅具备20人左右的餐饮接待能力，服务领域局限多局限于饮食和棋牌游戏，不具备住宿接待条件。

### 发展中的农家乐
进入1990年代中后期，随着服务单位的资金积累和社会资金的大量介入，农家乐的服务领域开始拓宽，一是由个人独资或合伙成立公司，向农户承租土地开发经营；二是以农户为主的家庭经营者开始推出以农家乐为主的家庭农场、农庄。
服务设施包括餐饮住宿、鱼塘鱼池、棋牌游戏室、卡拉OK演唱厅，有条件的单位有果园、时鲜蔬菜种植园，另外农家乐由城市近郊地区发展到远郊乡村地区，诸多园艺场、特产养殖场都推出农家乐服务。
进入发展阶段的农家乐服务单位，由于设施的扩建和服务范围的拓宽，具备零散游客、家庭休闲和近郊旅游小团队住宿餐饮接待能力，服务领域拓宽至游戏、垂钓休闲诸多领域。

## 现状
作为中国大陆近郊休闲产业，进入2000年前后，各种以农家乐为特色宾馆服务设施开始大量涌现，各个旅游组织开始推出农家乐乡村旅游线路，很多被冠以生态旅游、乡村旅游，诸多地方开始推出农家乐开业条件或等级评定地方标准；大中城市周边的农家乐有的达到星级饭店的标准。
2003年12月22日至24日，由国务院西部开发办公室和中国国际人才交流协会主办、中国展望计划办公室协办，四川省雅安市政府、雨城区政府具体承办的“中国农家乐现状及发展前景研讨会”在雅安市碧峰峡举行，会议的主题是：扶持、规范、提高。有来自上海、四川、广西、重庆、台湾、雅安六地的代表在研讨会上进行了交流。一般认为由于农村基础设施差，致使相当部分农家乐发展缺乏后劲，经营规模较小、服务内容单一、缺少文化品位，难以满足游客的需求。

## 對飲食文化的影響
随着农家乐的兴起，生活于城市的人开始追求返璞归真，以土生土长的农家菜为特色的各式农家风味菜系纷纷冠以“土菜”、“农家土菜”、“农家菜”作为各大城市宾馆、餐馆的招牌菜谱，各种专业土菜馆层出不穷，“纯天然，无污染”野生土菜和地方特色食品开始流行。城郊结合部位各类以土菜为特色的餐馆自1990年代以来盛行，此类饭店开始流行土灶、土钵和用于加工制作的传统陶器，各种土钵和传统陶制器皿盛行于高档餐馆。政府也开始对农家菜进行挖掘整理，如浙江省宁海县2006年举行农家菜厨艺大赛，通过大赛评出了10道代表宁海特色的土菜以及“十大农家菜高手”。

## 其他
在台湾，农业观光、休闲多赋予“休闲农业”概念，其组织称为“台湾休闲农业学会”。有許多民宿的經營形態與此類似。